# Aurir
Aurir (arab. أورير, tifinagh ⴰⵡⵔⵉⵔ, fr. Aourir) – miasto, zamieszkane przez ok. 27 700 ludzi, w Maroku, w regionie Sus-Masa-Dara.